# Степановка (Кормиловский район)
Степановка — деревня в Кормиловском районе Омской области России. В составе Алексеевского сельского поселения.

## История
В 1928 г. состояла из 48 хозяйств, основное население — русские. В составе Алексеевского сельсовета Корниловского района Омского округа Сибирского края.

## Население
| 2010 |
| ---- |
| 119  |